# Diocèse de Nouakchott

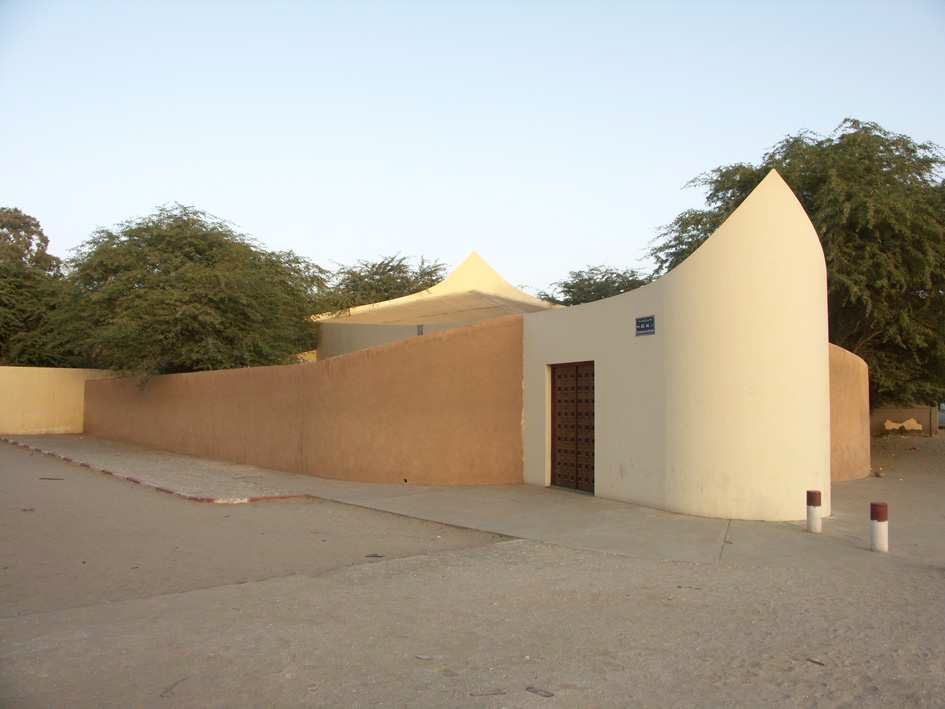
Cathédrale Saint-Joseph, siège du diocèse de Nouakchott

Le diocèse de Nouakchott est une juridiction territoriale de l'Église catholique en Mauritanie (Dioecesis Nuakchottensis) dont le siège est à la cathédrale Saint-Joseph de Nouakchott. Le diocèse a été érigé par Paul VI le 18 décembre 1965, avec Mgr Michel Bernard C.S.Sp., comme premier évêque. Ce territoire dépendait jusqu'alors de Saint-Louis du Sénégal. Son évêque est Mgr Ndione, de nationalité sénégalaise.

## Ordinaires
- Michel Bernard C.S.Sp. 1965-1973
- Robert de Boissonneaux de Chevigny C.S.Sp. 1973-1995
- Martin Albert Happe M.Afr. (7 octobre 1995-10 février 2024)
- Victor Ndione, depuis le 10 février 2024

## Statistiques
Cette minuscule chrétienté dans un vaste pays à 100 % musulman, de 3 637 000 habitants en 2013, regroupe l'ensemble du territoire de la république islamique de Mauritanie avec 6 paroisses de 3 000 baptisés en 1995 et 6 paroisses de 5 340 baptisés en 2013. Les conversions étant strictement interdites par la chariah islamique, les fidèles sont des travailleurs immigrés et des étrangers. Ils ont à leur disposition huit prêtres (dont sept religieux missionnaires) et quarante religieuses dans le domaine socio-éducatif.